# Estrablin
Estrablin este o comună în departamentul Isère din sud-estul Franței. În 2009 avea o populație de 3.280 de locuitori.

## Evoluția populației
| An        | 1975  | 1982  | 1990  | 1999  | 2006  | 2009  |
| --------- | ----- | ----- | ----- | ----- | ----- | ----- |
| Populație | 1.350 | 2.738 | 2.931 | 3.214 | 3.300 | 3.280 |